# Kai Wieser
Kai Wieser (* 16. November 2001) ist ein deutscher Volleyballspieler.

## Karriere
Wieser spielte in der Saison 2019/20 mit dem SV Preußen Berlin in der dritten Liga Nord. 2020 wechselte er zum Ligakonkurrenten SC Potsdam. 2024 wurde der Zuspieler vom Bundesligisten Netzhoppers Königs Wusterhausen verpflichtet.